# Appelbergen

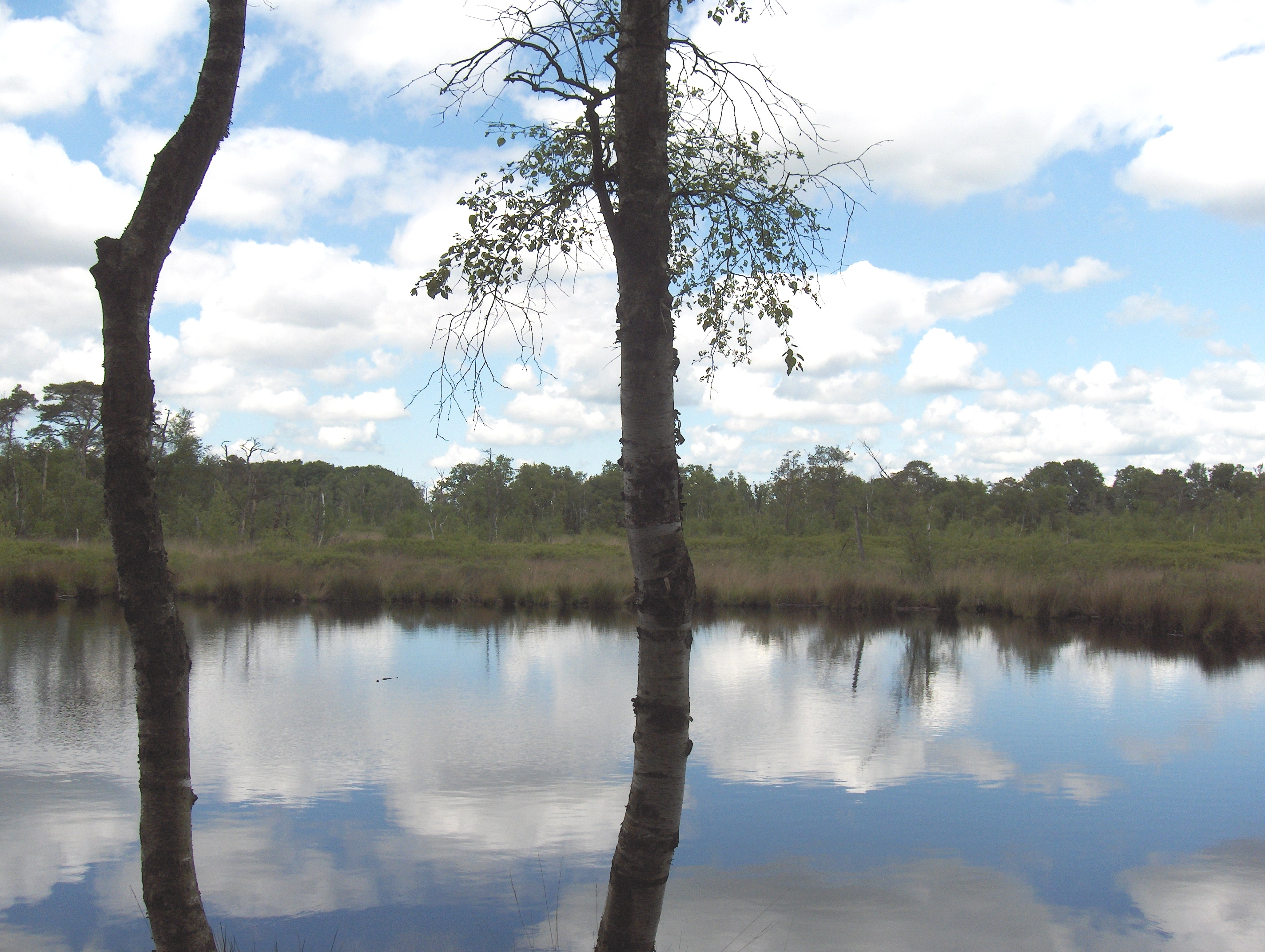
Het meertje van Appelbergen

Appelbergen (SBB gebruikt de spelling Appèlbergen, de huidige uitspraak volgend) is de naam van een voormalig militair oefenterrein en tegenwoordig een bos met heide- en veenrestanten ten oosten van Glimmen, in de provincie Groningen.

## Naam
De naam wordt uitgesproken met de klemtoon op de eerste e, dus als het woord appel, in de juridische / militaire betekenis. Van oorsprong werd de naam uitgesproken met klemtoon op de a, dus als het woord appel (= vrucht), waarbij appel verwijst naar dennenappels. De verschuiving van klank is het gevolg daarvan dat het bos jarenlang als oefenterrein werd gebruikt. De als grap bedoelde uitspraak is ondertussen ingeburgerd, zodat degene die de naam "fout" uitspreekt gecorrigeerd wordt.

## Geografie
De Appelbergen liggen op de Hondsrug, de grote rug die zich op de grens van Drenthe en Groningen, uitstrekt van de stad Groningen tot voorbij Emmen. In feite bestaat de Hondsrug hier uit twee parallel liggende ruggen die NNW-ZZO lopen. Op de oostelijke rug ligt Onnen, op de westelijke Glimmen. Tussen de ruggen werd plaatselijk stuifzand afgezet, terwijl op andere plaatsen veenvorming plaatsvond.

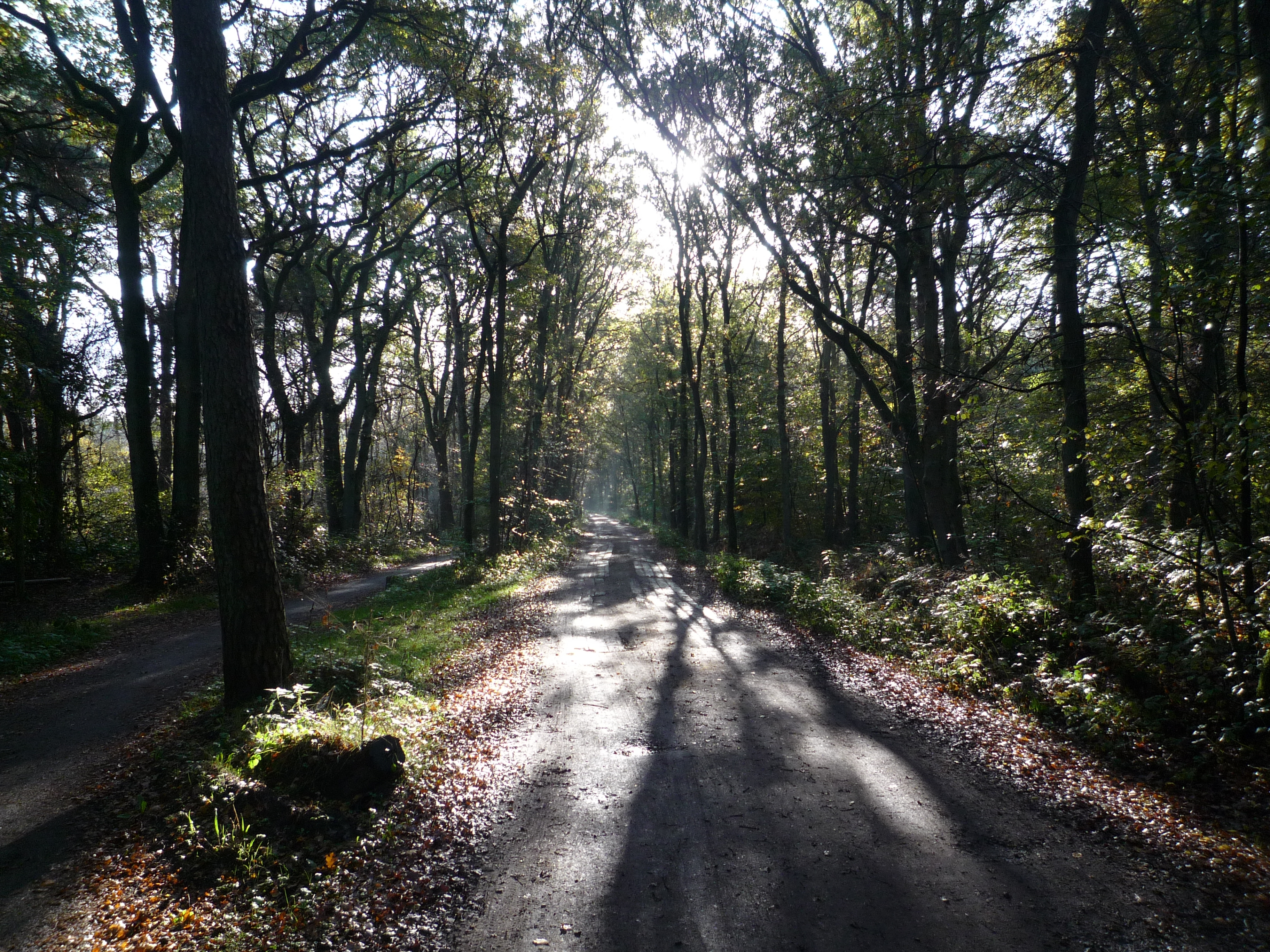
De Hoge Hereweg

Ten noorden van de Appelbergen ligt de Onner es. In het zuidwesten worden de Appelbergen begrensd door de Hoge Hereweg, een zeer oude weg, die wel de "Via Appia van Groningen" genoemd wordt. De weg liep hoog over de Hondsrug en vormde de verbinding tussen Groningen en Coevorden. Het was een heir-weg (heir = leger), waarlangs legers trokken, bijvoorbeeld in 1672 Bommen Berend met een troepenmacht van 24.000 man. Aan de andere kant van de Hoge Hereweg strekt zich de Glimmer es uit. Ten zuiden van de Appelbergen liggen de Besloten Venen, een met veen dichtgegroeide laagte. 
Ter hoogte van de Appelbergen bevond zich vanaf 1393 de grens van het gebied van de stad Groningen.
Aan de Hoge Hereweg ligt een uitspanning, het Pannenkoekhuis Paviljoen Appelbergen. Het paviljoen ligt vlak bij de plas midden in het bos. De plas is een restant van een groter rond meer (mogelijk een pingoruïne) dat tegenwoordig een vrijwel niet te betreden moeras is. In het verleden was er ook een openluchtzwembad, waarvan nog een paar restanten zichtbaar zijn.
Het Pieterpad loopt door de Appelbergen. Het dichtstbijzijnde Nivon Natuurvriendenhuis "De Hondsrug" bevindt zich enkele kilometers zuidelijker in Noordlaren, aan de rand van het Noordlaarderbos.

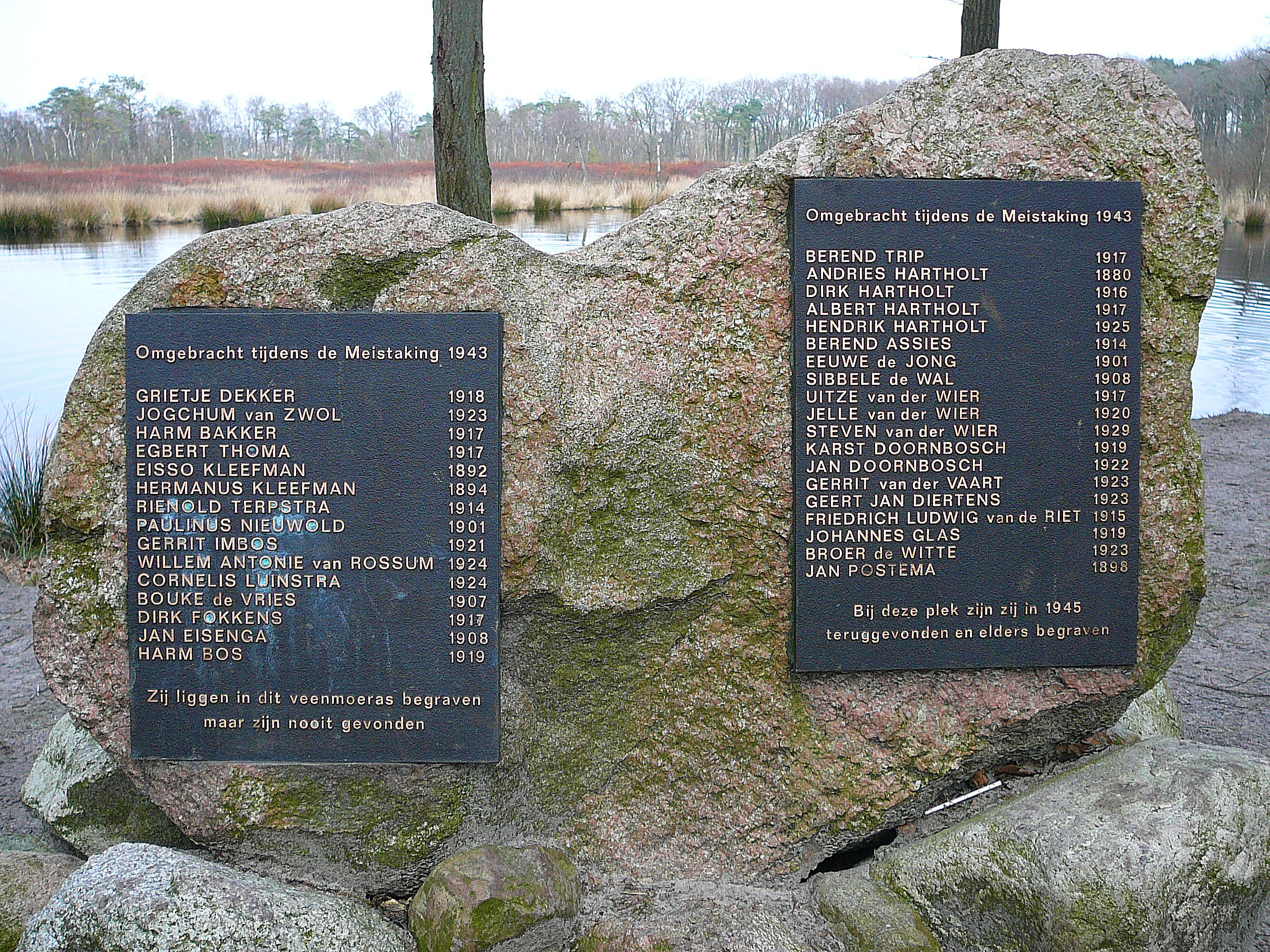
Het oorlogsmonument bij het meer

## Tweede Wereldoorlog
In 1943 (tijdens de Tweede Wereldoorlog) hebben de Duitse bezetters in Appelbergen 34 onschuldige mensen als represaille gefusilleerd en hen begraven in ongemarkeerde graven, op ten minste twee onbekende locaties aldaar. In 1946 zijn negentien slachtoffers gevonden en opgegraven. De overige vijftien lichamen zijn nooit teruggevonden, ondanks dat er tussen 1949 en 2004 herhaaldelijk naar is gespeurd.
In 2004 is in de nabije omgeving van hun vermoedelijke graf een monument geplaatst ter nagedachtenis. 
Eind 2023 is opnieuw begonnen met een poging de resterende vijftien slachtoffers te vinden, in 2024 werd daarbij alleen een voorbereid (leeg) massagraf aangetroffen.